# Agustín Tamames
Agustín Tamames Iglesias (Monterrubio de Armuña, 19 ottobre 1944) è un ciclista su strada spagnolo.
Professionista dal 1969 e 1977, vinse la Vuelta a España 1975. Oltre al successo del 1975, alla Vuelta a España ha ottenuto anche un secondo e un terzo, nel 1970 e nel 1972 rispettivamente, aggiudicandosi in totale undici vittorie di tappa e vestendo per undici giorni la maglia oro.

## Carriera
Tamames si mise in luce come passista-scalatore già da dilettante. Nella categoria dei "puri" vinse tre campionati nazionali, due in linea nel 1966 e 1968 e uno di montagna nel 1968. Nel 1968 partecipò anche ai Giochi olimpici di Città del Messico, nella prova in linea, ma non la portò a termine.
Passato professionista nel 1969, si affermò subito nella sesta tappa della Volta Ciclista a Catalunya. Nel 1970 esplose definitivamente alla Vuelta a España: in quella corsa riuscì a vincere una tappa, la nona, e al termine della tredicesima indossò la maglia di leader della classifica generale, sfilandola al connazionale Luis Ocaña; riuscì poi a difendere il primato fino all'ultima tappa, ma non fu lui a salire sul gradino più alto del podio bensì Ocaña stesso, che riconquistò il primato proprio nella cronometro dell'ultima frazione. Tamames concluse secondo davanti al belga Herman Van Springel e si aggiudicò la classifica degli scalatori.
Nel 1971 ottenne diverse affermazioni in prove spagnole, sia in linea che nelle frazioni delle corse a tappe: alla Vuelta a España vinse una tappa, partecipò anche al primo dei suoi due Tour de France, che concluse quindicesimo. Nel 1972 fu ancora sul podio alla Vuelta a España, questa volta terzo, mentre due furono le tappe vinte. Vinse anche due brevi corse a tappe spagnole, mentre nelle gare in linea, si distinse nel campionato spagnolo e nel Gran Premio Primavera (chiuse terzo in entrambe le gare). Fra il 1973 e il 1974 ottenne ancora numerose vittorie ma non riuscì a salire sui podi né alla Vuelta a España, dove finì rispettivamente settimo e diciassettesimo, né al Giro d'Italia né al Tour de France, in cui si ritirò.
Il 1975 fu la stagione più vittoriosa: riuscì a vincere la Vuelta a España dopo una lunga lotta con i due capitani della KAS Domingo Perurena e Miguel María Lasa, e con il compagno Luis Ocaña. Partito proprio come luogotenente di Ocaña, ben presto conquistò i gradi del capitano e cinque furono le sue vittorie di tappa; la lotta per la vittoria finale fu serrata e Tamames riuscì a prevalere nello stesso modo con cui cinque anni prima aveva perso da Ocaña, grazie ad una cronometro nel giorno conclusivo, che gli permise di sopravanzare per soli quattordici secondi Perurena e di trentaquattro Lasa; Ocaña finì appena fuori dal podio ad oltre un minuto.
Nel 1976 Tamames ottenne gli ultimi risultati della sua carriera, giungendo terzo nella classifica generale del Volta Ciclista a Catalunya e vincendo il campionato nazionale, mentre alla Vuelta si ritirò. Nella sua ultima stagione da professionista, il 1977, ottenne solo un quinto posto nella nona tappa della Vuelta a España, che concluse undicesimo. Decise così di ritirarsi.

## Palmarès
- 1965 (dilettanti)

1ª tappa Cinturón a Mallorca
- 1966 (dilettanti)

Parigi-Troyes
6ª tappa Tour de l'Avenir
Campionati spagnoli, prova in linea Dilettanti
- 1968 (dilettanti)

Campionati spagnoli, prova in linea Dilettanti
Campionati spagnoli di montagna, prova Dilettanti
- 1969

Trofeo Andrés Oliver
6ª tappa Volta Ciclista a Catalunya
- 1970

Gran Premio Muñecas de Famosa
Trofeo Iberduero
Trofeo Andrés Oliver
9ª tappa Vuelta a España
7ª tappa, 1ª semitappa Volta Ciclista a Catalunya
3ª tappa Vuelta a Mallorca
- 1971

Saragozza-Sabiñanigo
Gran Premio Nuestra Señora de Oro
Torrejón-Dyc
9ª tappa Vuelta a España
2ª tappa Vuelta a Aragón
1ª tappa Vuelta a los Valles Mineros
2ª tappa, 2ª semitappa Vuelta a los Valles Mineros
- 1972

6ª tappa, 2ª semitappa Vuelta a Asturias
Classifica generale Vuelta a Asturias
2ª tappa Vuelta a Segovia
Classifica generale Vuelta a Segovia
13ª tappa Vuelta a España
16ª tappa Vuelta a España
2ª tappa, 2ª semitappa Trofeo Antonio Blanco
- 1973

3ª tappa, 2ª semitappa Volta Ciclista a Catalunya
9ª tappa Volta a Portugal
11ª tappa Volta a Portugal
13ª tappa Volta a Portugal
2ª tappa Vuelta a los Valles Mineros
3ª tappa, 2ª semitappa Vuelta a los Valles Mineros
1ª tappa Vuelta a Asturias
1ª tappa Vuelta a Aragón
- 1974

17ª tappa Vuelta a España
18ª tappa Vuelta a España
6ª tappa Volta a Portugal
7ª tappa, 1ª semitappa Volta a Portugal
9ª tappa, 1ª semitappa Volta a Portugal
7ª tappa, 2ª semitappa Vuelta a Asturias
- 1975

3ª tappa Vuelta a España
12ª tappa Vuelta a España
14ª tappa Vuelta a España
15ª tappa Vuelta a España
16ª tappa Vuelta a España
Classifica generale Vuelta a España
2ª tappa, 1ª semitappa Vuelta a Aragón
2ª tappa, 2ª semitappa Vuelta a Aragón
4ª tappa Vuelta a Aragón
5ª tappa Vuelta a Aragón
Classifica generale Vuelta a Aragón
Gran Premio Navarra
1ª tappa Tres Días de Leganés
2ª tappa Tres Días de Leganés
Classifica generale Tres Días de Leganés
1ª tappa Vuelta al País Vasco
4ª tappa Vuelta al País Vasco
2ª tappa Vuelta a los Valles Mineros
3ª tappa, 1ª semitappa Vuelta a los Valles Mineros
3ª tappa, 2ª semitappa Vuelta a los Valles Mineros
- 1976

Campionati spagnoli, prova in linea
5ª tappa Setmana Catalana
5ª tappa Vuelta a Cantabria

### Altri successi
- 1970

Classifica scalatori Vuelta a España
Classifica scalatori Vuelta a Aragón
Classifica scalatori Gran Premio Muñecas de Famosa
- 1973

Classifica scalatori Vuelta a Aragón
- 1975

Classifica a punti Vuelta a Aragón

## Piazzamenti

### Grandi Giri
- Giro d'Italia

1974: ritirato
- Tour de France

1971: 15º
1974: ritirato
- Vuelta a España

1970: 2º
1971: 7º
1972: 3º
1973: 7º
1974: 17º
1975: vincitore
1976: ritirato
1977: 11º

### Competizioni mondiali
- Campionati del mondo

Nürburgring 1966 - In linea Dilettanti: 20º
Leicester 1970 - In linea: ritirato
Mendrisio 1971 - In linea: 11º
Gap 1972 - In linea: 24º
Yvoir 1975 - In linea: ritirato
Ostuni 1976 - In linea: 27º
- Giochi olimpici

Città del Messico 1968 - In linea: ritirato